# Tomanivi
Tomanivi (Mount Tomanivi, znana również jako Mount Victoria) – najwyższe wzniesienie na Fidżi. Tomanivi jest wygasłym wulkanem Tomanivi o wysokości 1324 m n.p.m. Znajduje się ono na największej wyspie Viti Levu (Większa Wyspa), która wraz z Vanua Levu (Mniejsza Wyspa) stanowią 9/10 terytorium całego kraju.